# Trận đánh Winterthur (1799)
Về trận chiến năm 919, xem Burchard II, Công tước Swabia.

## Hậu quả
Lực lượng của Hotze có thương vong tương đối cao  - 1.000 người bị giết, bị thương hoặc mất tích (12,5 phần trăm) trong toàn bộ lực lượng 8.000 người, mặc dù tổn thất tương đương với 800 người bị giết hoặc mất tích của Ney, từ lực lượng 7.000 người (11,5 phần trăm). Quan trọng hơn, mặc dù, Hotze đã thành công không chỉ trong việc đẩy lùi Pháp trở lại từ Winterthur, mà còn hợp nhất lực lượng của anh ta với Nauendorf và Charles '. Lực lượng thống nhất của Áo đã hoàn thành vòng bán nguyệt xung quanh các vị trí của Masséna tại Zürich.
Đối với Pháp, mặc dù giành thắng lợi trước đó tại Frauenfeld, thành công là không đáng kể. Trong cuộc đụng độ, Ney đã bị thương đủ để nghỉ phép ngay lập tức, và không có động thái hay chỉ huy cho đến ngày 22 tháng 7. Việc tiến hành trận chiến cũng cho thấy sự yếu kém của hệ thống chỉ huy Pháp, trong đó sự cạnh tranh cá nhân giữa các sĩ quan cao cấp, trong trường hợp này, Soult và Tharreau, đã phá hoại các mục tiêu quân sự của Pháp. Tharreau cuối cùng buộc tội Soult với sự bất tuân; Soult đã hoàn toàn từ chối giúp đỡ Ney, mặc dù Ney đã đặc biệt trực tiếp ra lệnh di chuyển bộ phận của anh ta sang bên sườn của Ney.
Hơn nữa, Pháp đã đánh giá thấp sự kiên cường và kỹ năng quân sự của Áo. Những "người mặc áo khoác trắng", như người Pháp gọi là người Áo, là những người lính tốt hơn nhiều so với người Pháp, và mặc dù có những cuộc biểu tình như ở Ostrach, Stockach và Winterthur, Pháp vẫn tiếp tục giữ định kiến này. Điều này đã không thay đổi cho đến năm 1809 khi Trận Aspern-Essling và Trận Wagram sau đó khiến Napoleon phải xem xét lại quan điểm của mình về quân đội Áo.
Cuối cùng, trận chiến tại Winterthur đã có thể kết thúc tại Zürich. Khi quân đội Áo thống nhất phía tây, bắc và đông Zürich, Charles quyết định ông có đủ lực lượng để tấn công Masséna ở Zürich. Chiến lược của ông, để phát triển một cuộc tấn công hội tụ, hoàn toàn không thể thực hiện được nếu không có một quân đoàn Áo khác, được chỉ huy bởi Suvorov, được bố trí ở vùng núi ở Ý; điều này sẽ làm cho khả năng bao vây Masséna tại Zürich, khiến cho vị trí của Pháp không thể đo lường được. Mặc dù vậy, tại Trận chiến đầu tiên của Zürich (4 trận7 tháng 6 năm 1799), quân đội Áo đã buộc quân Pháp phải từ bỏ Zürich; Masséna đã rút qua Limmat, thiết lập một vị trí phòng thủ trên những ngọn đồi thấp nhìn xuống thành phố và chờ đợi cơ hội để chiếm lại thành phố.

## Tổng quan trận chiến

### Áo
Trung tướng Friedrich Freiherr von Hotze
- 12. Trung đoàn bộ binh Manfredini (3 tiểu đoàn)
- 21. Trung đoàn bộ binh Gemmingen (2 công ty)
- 41. Trung đoàn bộ binh Bender (3 tiểu đoàn)
- 1. Trung đoàn bộ binh nhẹ Strozzi (1 tiểu đoàn)
- 7. Trung đoàn Dragoon Waldeck (6 phi đội)
- Tiểu đoàn 1, Trung đoàn Biên phòng Hungary-Banat

Tổng cộng: ~ 8000   người 

### Pháp
Đại tướng Michel Ney
- Honoré Théodore Maxime Gazan de la Peyrière (4 tiểu đoàn)
- Dominique Mansuy Roget (2 tiểu đoàn)
- Frédéric Henri Walther (3 phi đội) [10]

Tổng cộng: 7.000   người 

### Trích dẫn và ghi chú
1. ↑   Smith, "Clash at Winterthur", Databook, trang 156.
2. 1 2   Shadwell, trang. 110.
3. ↑   Atteridge, p. 50.
4. ↑   Atteridge, p. 49.
5. ↑   Peter Hicks. Trận chiến Aspern-Essling . Napoleon Foundation, 2008 Truy cập ngày 9 tháng 12 năm 2009.
6. ↑   Blanning, p. 233.
7. ↑   Rodger, trang. 161.
8. ↑  During the battle, Hotze commanded the entire left wing of Archduke Charles' army, which included 20 battalions of infantry, plus support artillery, and 27 squadrons of cavalry, in total, 19,000 men. (tiếng Đức) Ebert, Freiherr von Hotze; (tiếng Đức) Hürlimann, Historisches Lexikon der Schweiz. Blanning, pp. 233–34.
9. ↑   Smith đặt sức mạnh hiệu quả ở mức 8.000. Bodart đặt sức mạnh hiệu quả ở mức 15.000; cả hai đều đánh giá tổn thất ở mức 1.000. Smith, Databook, trang 156 Công trình 157; Gaston Bodart. Mất mạng trong các cuộc chiến hiện đại, Áo-Hung: Pháp. Oxford, Clarendon Press: London, New York [vv] H. Milford, 1916. p. 42.
10. ↑   Atteridge. trang 47 đỉnh52.
11. ↑   Smith, "Cuộc đụng độ tại Winterthur," Databook, trang. 157. Không biết chi tiết chính xác của các đơn vị bổ sung được gán cho Ney.